# Christian Karl Reinhard (Leiningen-Dagsburg-Falkenburg)

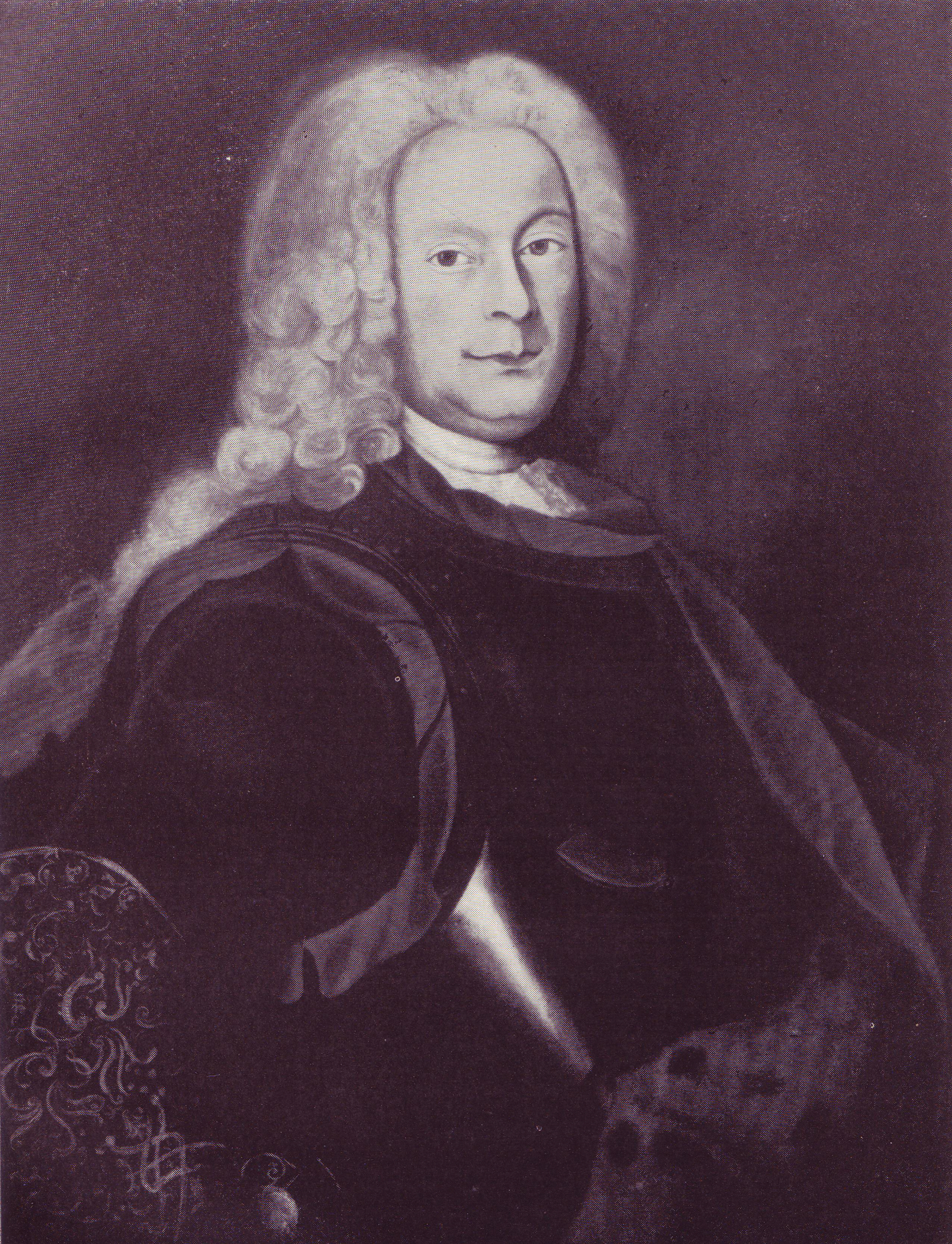
Christian Carl Reinhard von Leiningen-Dagsburg

Christian Carl Reinhard von Leiningen-Dagsburg (ur. 7 lipca 1695 na zamku Broich; zm. 17 listopada 1766 w Colgenstein-Heidesheim) – niemiecki arystokrata.

## Życiorys
Christian Carl Reinhard był synem hrabiego Johanna Karla Augusta von Leiningen-Dagsburg (1662–1698) i hrabiny Johanny Magdaleny von Hanau-Lichtenberg (1660–1715).
Po wczesnej śmierci ojca Christian stał się opiekunem rady hrabiowskiej i komisarzem Johanna Arnolda Kielmanna, któremu 1 czerwca 1701 została powierzona przez elektora Jana Wilhelma Wittelsbacha opieka nad królestwem Broich. Jego rodzina postanowiła jednak przez groźby hiszpańskich wojowników opuścić zamek Broich. Następnie zamieszkali na zamku Heidesheim, w Wormacji. Tam też Christian Carl Reinhard von Leiningen-Dagsburg rezydował. Należącemu do budowli kościołowi zamkowemu Mühlheim an der Eis podarował on zachowane organy.

## Małżeństwo i potomstwo
Christian Carl Reinhard ożenił się 27 listopada 1726 w Mettenheim z hrabiną Kathariną Polyxeną von Solms-Rödelheim (ur. 30 stycznia 1702; zm. 29 marca 1765), córką hrabiego Georga Ludwiga zu Solms-Rödelheim i miał z nią następujące dzieci:
- Johann Karl (ur. 6 października 1727 w Heidesheim; zm. 20 marca 1734)
- Maria Luise Albertine (ur. 16 marca 1729 w Heidesheim; zm. 11 marca 1818 w Neustrelitz)

∞ 16 marca 1748 księcia Jerzego Wilhelma z Hesji-Darmstadt (ur. 11 lipca 1722; zm. 21 czerwca 1782)
- Polyxene Wilhelmine (ur. 8 sierpnia 1730 na zamku Heidesheim; zm. 21 marca 1800)

∞ 27 marca 1752 hrabiego Emicha Ludwiga von Leiningen (ur. 22 grudnia 1709; zm. 23 września 1766)
- Sofie Charlotte (ur. 28 października 1731 na zamku Heidesheim; zm. 20 stycznia 1781)
- Alexandrine (ur. 25 listopada 1732 we Frankfurcie nad Menem; zm. 4 października 1809)

∞ 25 października 1770 we Frankfurcie nad Menem hrabiego Heinricha XI Reuß zu Greiz (ur. 18 marca 1722; zm. 28 czerwca 1800)
- Karoline Felizitas (ur. 22 maja 1734 w Heidesheim; zm. 8 maja 1810 we Frankfurcie nad Menem)

∞ 16 kwietnia 1760 księcia Karla Wilhelma von Nassau-Usingen (ur. 9 listopada 1735; zm. 17 maja 1803)

## Literatura
- Otto Redlich: Mülheim an der Ruhr - Seine Geschichte von den Anfängen bis zum Übergang an Preussen 1815. Wydane przez miasto Mülheim an der Ruhr, miasto Mülheim an der Ruhr 1939. (niem.)